# روبن براون (ضابطة)
روبن براون (بالإنجليزية: Robin Braun)‏ هي ضابطة أمريكية، ولدت في 1958 في بينساكولا في الولايات المتحدة.